# 26e corps d'armée (Allemagne)
Pour les articles homonymes, voir 26e corps d'armée.
Le 26e corps d'armée (en allemand : XXVI. Armeekorps) était un corps d'armée de l'armée de terre allemande, la Heer, au sein de la Wehrmacht pendant la Seconde Guerre mondiale.

## Hiérarchie des unités
| Nom          | Nbre d'hommes       | Unités subalternes                | Grade de commandement                 |
| ------------ | ------------------- | --------------------------------- | ------------------------------------- |
| Heeresgruppe | + 300 000           | 2 à + Armeen (Armées)             | Generaloberst ou Generalfeldmarschall |
| Armee        | + 100 000 - 300 000 | 2 à + Armeekorps (Corps d'armées) | General ou Generaloberst              |
| Armeekorps   | + 30 000 - 80 000   | 2 à + Divisionen (Division)       | Generalleutnant ou General            |
| Division     | + 10 000 – 20 000   | 2 à 6 Brigaden (Brigade)          | Generalmajor ou Generalleutnant       |
| Brigade      | + 3 000 – 5 000     | jusqu'à 3 Regimentern (Régiment)  | Oberst ou Generalmajor                |

## Historique
Le XXVI. Armeekorps est formé le 1er octobre 1939 dans le Wehrkreis I à partir du Führungsstab z.b.V. créé le 22 août 1939.

## Organisation

### Commandants successifs
| Date                                | Grade                     | Commandant       |
| ----------------------------------- | ------------------------- | ---------------- |
| 1er octobre 1939 - 1er octobre 1942 | General der Artillerie    | Albert Wodrig    |
| 1er octobre 1942 - 1er juillet 1943 | General der Infanterie    | Ernst von Leyser |
| 1er juillet 1943 - 19 août 1943     | General der Panzertruppen | Gustav Fehn      |
| 19 août 1943 - 31 octobre 1943      | General der Infanterie    | Ernst von Leyser |
| 31 octobre 1943 - 1er janvier 1944  | General der Infanterie    | Carl Hilpert     |
| 1er janvier 1944 - 15 février 1944  | General der Infanterie    | Martin Grase     |
| 15 février 1944 - 11 mai 1944       | General der Infanterie    | Anton Graßer     |
| 11 mai 1944 - 15 juin 1944          | General der Artillerie    | Wilhelm Berlin   |
| 15 juin 1944 - 6 juillet 1944       | General der Infanterie    | Anton Graßer     |
| 6 juillet 1944 - 8 mai 1945         | General der Infanterie    | Gerhard Matzky   |

### Chef des Generalstabes
| Date                               | Grade               | Commandant                |
| ---------------------------------- | ------------------- | ------------------------- |
| 1er octobre 1939 - 20 octobre 1939 | Oberstleutnant i.G. | Hans Boeckh-Behrens       |
| 21 octobre 1939 - Octobre 1940     | Oberst i.G.         | Hermann Foertsch          |
| 8 octobre 1940 - Juillet 1942      | Oberst i.G.         | Richard-Heinrich von Reuß |
| Juillet 1942 - Août 1943           | Oberst i.G.         | Hans Christ               |
| Août 1943 - Avril 1944             | Oberst i.G.         | Karl-Friedrich Jessel     |
| Avril 1944 - ? 1945                | Oberst i.G.         | Kurt Spitzer              |

### 1. Generalstabsoffizier (Ia)
| Date                            | Grade               | Commandant              |
| ------------------------------- | ------------------- | ----------------------- |
| Octobre 1939 - Mars 1940        | Oberstleutnant i.G. | Julius von Bernuth      |
| 5 mars 1940 - 1er août 1940     | Major i.G.          | Siegfried Westphal      |
| Août 1940 - Septembre 1941      | Oberstleutnant i.G. | Johannes Gittner        |
| Septembre 1941 - Octobre 1942   | Major i.G.          | Hans Behle              |
| Octobre 1942 - Juillet 1943     | Oberstleutnant i.G. | Zdenko Baumgarten       |
| Juillet 1943 - 10 décembre 1943 | Oberstleutnant i.G. | Hans-August Stockhausen |
| Janvier 1944 - Septembre 1944   | Major i.G.          | Valentin Meyer          |
| Septembre 1944 - Mai 1945       | Major i.G.          | Adolf Wicht             |

## Théâtres d'opérations
- Pologne : Septembre 1939 - Mai 1940
- France : Mai 1940 - Juin 1941
- Front de l'Est, secteur Nord : Juin 1941 - Février 1944
- Front de l'Est, secteur Centre : Février 1944 - Mai 1945

## Ordre de batailles

### Rattachement d'Armées
| Date      | Armée                 | Groupe d'Armées    |
| --------- | --------------------- | ------------------ |
| 1939      |                       |                    |
| Septembre | 3. Armee              | Heeresgruppe Nord  |
| Décembre  | 6. Armee              | Heeresgruppe B     |
| 1940      |                       |                    |
| Janvier   | 4. Armee              | Heeresgruppe B     |
| Mai       | 18. Armee             | Heeresgruppe B     |
| Juin      | 2. Armee              | Heeresgruppe A     |
| Juillet   | 18. Armee             | OKH                |
| Septembre | 18. Armee             | Heeresgruppe B     |
| 1941      |                       |                    |
| Janvier   | 18. Armee             | Heeresgruppe B     |
| Mai       | 11. Armee             | Heeresgruppe C     |
| Juin      | 18. Armee             | Heeresgruppe Nord  |
| 1942      |                       |                    |
| Janvier   | 18. Armee             | Heeresgruppe Nord  |
| Octobre   | 11. Armee             | OKH                |
| Novembre  | 18. Armee             | Heeresgruppe Nord  |
| 1943      |                       |                    |
| Janvier   | 18. Armee             | Heeresgruppe Nord  |
| 1944      |                       |                    |
| Janvier   | 18. Armee             | Heeresgruppe Nord  |
| Mars      | Armee-Abteilung Narwa | Heeresgruppe Nord  |
| Juillet   | 3. Panzerarmee        | Heeresgruppe Mitte |
| Septembre | 4. Armee              | Heeresgruppe Mitte |
| Novembre  | 3. Panzerarmee        | Heeresgruppe Mitte |
| 1945      |                       |                    |
| Janvier   | 3. Panzerarmee        | Heeresgruppe Mitte |
| Février   | 4. Armee              | Heeresgruppe Nord  |
| Avril     | AOK Ostpreußen        | OKH                |

### Unités subordonnées

#### Unités organiques
- Arko 113
- Korps-Nachrichten-Abteilung 426
- Korps-Nachschubtruppen 426
- Feldgendarmerie-Trupp 426

#### Unités rattachées
1er septembre 1939
- 216. Infanterie-Division

29 février 1940
- 8. Panzer-Division
- 256. Infanterie-Division
- 254. Infanterie-Division

8 juin 1940
- 45. Infanterie-Division
- 34. Infanterie-Division

22 juillet 1940
- 217. Infanterie-Division
- 161. Infanterie-Division

1er janvier 1941
- 291. Infanterie-Division
- 217. Infanterie-Division
- 161. Infanterie-Division

10 avril 1941
- 61. Infanterie-Division
- 217. Infanterie-Division
- 291. Infanterie-Division

20 juin 1941
- 61. Infanterie-Division
- 217. Infanterie-Division

17 juillet 1941
- 61. Infanterie-Division
- 217. Infanterie-Division
- 291. Infanterie-Division
- 254. Infanterie-Division

3 septembre 1941
- 291. Infanterie-Division
- 93. Infanterie-Division

4 décembre 1941
- 217. Infanterie-Division
- 93. Infanterie-Division
- 212. Infanterie-Division

2 janvier 1942
- 212. Infanterie-Division
- 93. Infanterie-Division
- 217. Infanterie-Division

24 juin 1942
- 223. Infanterie-Division
- 227. Infanterie-Division
- 207. Sicherungs-Division

9 juillet 1942
- 227. Infanterie-Division
- 223. Infanterie-Division

14 novembre 1942
- 96. Infanterie-Division
- 227. Infanterie-Division
- 24. Infanterie-Division
- 223. Infanterie-Division

22 décembre 1942
- 223. Infanterie-Division
- 285. Sicherungs-Division
- 1. Infanterie-Division
- 227. Infanterie-Division
- 207. Sicherungs-Division
- 96. Infanterie-Division
- 110. Infanterie-Division

1er janvier 1943
- 223. Infanterie-Division
- 1. Infanterie-Division
- 227. Infanterie-Division
- 96. Infanterie-Division
- 170. Infanterie-Division

24 janvier 1943 (dans le "groupe Hilpert")
- 227. Infanterie-Division
- 96. Infanterie-Division
- 170. Infanterie-Division
- SS-Polizei-Division
- 61. Infanterie-Division

7 juillet 1943
- 212. Infanterie-Division
- 1. Infanterie-Division
- 11. Infanterie-Division
- 69. Infanterie-Division
- 290. Infanterie-Division
- 23. Infanterie-Division
- 5. Gebirgs-Division

26 décembre 1943
- 212. Infanterie-Division
- 227. Infanterie-Division
- 61. Infanterie-Division
- 254. Infanterie-Division

16 septembre 1944
- 549. Grenadier-Division
- Gruppe Oberst Schirmer
- 56. Infanterie-Division
- 1. Infanterie-Division
- 390. Sicherungs-Division
- Panzer-Grenadier-Brigade von Werthern

1er mars 1945
- 14. Infanterie-Division
- 28. Jäger-Division
- 349. Infanterie-Division
- 24. Panzer-Division
- 299. Infanterie-Division

## Sources
- XXVI. Armeekorps sur Lexikon-der-wehrmacht.de